# پراماتش باروا
پراماتش باروا (انگلیسی: Pramathesh Barua; ۲۴ اکتبر ۱۹۰۳ – ۲۹ نوامبر ۱۹۵۱) کارگردان فیلم، فیلم‌نامه‌نویس، بازیگر سینما اهل هند بود.
وی کارگردان دو فیلم دوداس (فیلم ۱۹۳۵) به زبان بنگالی و دوداس (فیلم ۱۹۳۶) به زبان هندی بوده است.